# Hoplojana zernyi
Hoplojana zernyi is een vlinder uit de familie van de Eupterotidae. De wetenschappelijke naam van de soort is voor het eerst geldig gepubliceerd in 1923 door Gschwandner..